# Harald Bauer (Politiker)
Harald Bauer (* 24. April 1949 in Langendorf) ist ein deutscher Physiker und Politiker (CDU).

## Ausbildung und Beruf
Nach dem Besuch der Polytechnischen Oberschule erwarb Bauer 1969 an der Volkshochschule in Weißenfels das Abitur. Von 1965 bis 1968 absolvierte er eine Lehre zum Elektrolokbauer in Dessau. Von 1969 bis 1973 studierte er Physik an der Karl-Marx-Universität Leipzig und schloss das Studium als Diplom-Physiker ab. Von 1973 bis 1974 war er als Ökonom in der LPG Altmark in Kerkau tätig. Von 1974 bis 1979 war Bauer Stadtrat beim Rat der Stadt Ilsenburg und von 1979 bis 1988 Stadtbezirksrat des Rates des Stadtbezirkes Magdeburg-Mitte. Von 1988 bis 1990 war er Stellvertreter des Vorsitzenden des Rates des Kreises Burg. Seit 1991 ist er Referent und Referatsleiter im Ministerium für Umwelt und Naturschutz von Sachsen-Anhalt.

## Politik
Bauer gehörte seit 1968 der CDU der DDR an und war von 1969 bis 1973 Mitglied der Gemeindevertretung Langendorf. Von 1974 bis 1979 war er Mitglied des CDU-Kreisvorstands Wernigerode und der Stadtverordnetenversammlung Ilsenburg.
Von 1979 bis 1988 war er Mitglied des CDU-Stadtbezirksvorstands Magdeburg-Mitte und der Stadtbezirksversammlung Magdeburg-Mitte. Von 1988 bis 1990 gehörte er dem CDU-Kreisvorstand Burg an. Ab 1994 gehörte er dem CDU-Kreisvorstand Magdeburg an.
Im März 1990 wurde Bauer im Wahlkreis Magdeburg für die CDU in die Volkskammer gewählt. Im Oktober 1990 gehörte er zu den 144 Abgeordneten, die von der Volkskammer in den Bundestag entsandt wurden. Dem Bundestag gehörte er bis Dezember 1990 an.